# 中華民国海軍艦艇一覧
中華民国海軍艦艇一覧（ちゅうかみんこくかいぐんかんていいちらん）は、日中戦争終結までの中華民国海軍が過去保有した未完成・計画中止を含めた歴代艦艇一覧である。
凡例

## 艦艇一覧（近代海軍以前）

### 砲艦
- 広庚（Kuang-Keng）[1] - 1883年、2門
- （Kuang-Chin）[1] - 1885年、5門
- 広貞級[1] - 4隻

広貞（Kuang-Chen） - 1886年、1門
広利（Kuang-Li） - 1886年、1門
広亨（Kuang-Heng） - 1886年、1門
広元（Kuang-Yuan） - 1886年、1門
- 広玉（Kuang-Yu）[1] - 1891年、0門（機銃9丁）

## 艦艇一覧（近代海軍）

### 水上戦闘艦

#### 水上機母艦
- 威海
- 威勝級 - 2隻

威勝、德勝
- 華甲（Hwah-Jah）(←チャイナ / →中華→榆林丸) - 1隻
- 鎮海（Chen-Hai）(←祥利) - 1隻

#### 巡洋艦
防護巡洋艦
- 海容級 - 3隻

海容（Hai-Yung）、海籌（Hai-Chow）、海琛（Hai-Chen）
- 海天級 - 1隻[2]

海圻（Hai-Chi）
- 肇和級 - 3隻

應瑞（Ying-Jui）、肇和（Chao-Ho）、飛鴻（Fei-Hung）
偵察巡洋艦・通報艦
- （Lien-Ching）- 1隻
- 舞鳳（Wu-Feng） - 1隻

水雷巡洋艦・水雷砲艦
- 飛鷹（Fei-Ying） - 1隻

- 建安級 - 2隻

建安（Chien-An）、建威（Chien-Wei）
軽巡洋艦
- 逸仙（Yi Hsien,Yat-Sen）（→阿多田）  - 1隻

- 大同級 - 2隻 （建安級を改装）

大同（Ta-Tung）、自強（tzi-chiang）
- 寧海級 - 2隻

寧海（Ning-Hai）（→五百島）、平海（Ping-Hai）（→八十島）
- 『CNT Monfalcone』型 - 0隻（3隻建造中止）

No.65、66、67
- （Ming-San） - 1隻

重巡洋艦
- 『CNT Monfalcone』型 - 0隻（1隻建造中止）

No.68

#### 駆逐艦
WW I以前の駆逐艦
- 長風級 - 3隻

長風（Chang-Feng）、伏波（Fu-Po）、飛雲（Fei-Hung）、
- 龍湍（Lung-Tuan）[7] - 1隻

- 鯨波（Ching-Po）[8] - 1隻

- 艦名不詳 - 0隻（3隻建造中止）

### 潜水艦

#### 通常動力型潜水艦
第一次世界大戦までの潜水艦
- 米『H』級 - 0隻（計画中止）
- 露艦 - 0隻（6隻計画中止）

### 哨戒艦艇

#### 哨戒・警備艦艇

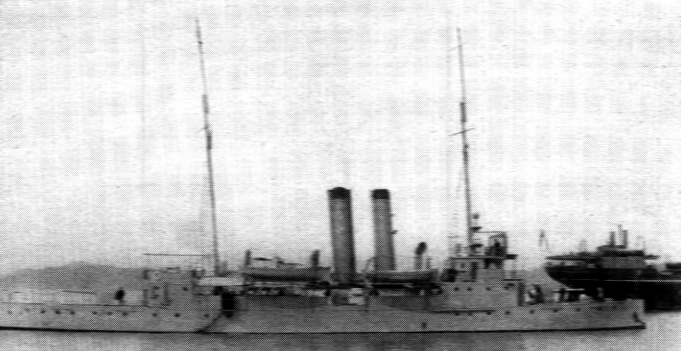
「楚観」

砲艦
- 江元級[9] - 4隻

江元（Chiang-Yuan）、江亨（Chiang-Hung）、江利（Chiang-Li）、江貞（Chiang-Chen）
- 楚泰級[9] - 6隻 ※ 河川砲艦

楚泰（Chu-Tai）、楚同（Chu-Tung）、楚予（Chu-Yu）、楚謙（Chu-Chien）、楚有（Chu-Yiu）、楚観（Chu-Kuan）
- （So-Do） - 1隻

- 永翔級 - 2隻

永翔（Yung-Hsiang）、永豊（Yung-Feng）
- 利綏（Li-Sui）[10] - 1隻

- 利捷（Li-Chieh）[11] - 1隻

- 江犀級 - 2隻 ※ 河川砲艦

江犀（Chiang-Hsi）、江鯤（Chiang-Kun）、
- 江坤級 - 4隻 ※ 河川砲艦

江坤（Chiang-Kung）、江泰（Chiang-Tai）、江口（Chiang-Ku）、江解（Chiang-Chi）、
- 永建級 - 2隻 ※ 河川砲艦

永建（Yung-Chien）、永績（Yung-Chi）
- （Kuan-Chuan） - 1隻

- 安豊（An-Feng） - 1隻

- 聯鯨（Lien-Ching） - 1隻

- 舞鳳（Wu-Feng） - 1隻

- 建中級 - 3隻 ※ 河川砲艦

建中（Chien-Chung）、永安（Yung-An）、拱辰（Kung-Chen）、
- （Hai-Yen） - 1隻 ※ 河川砲艦

- Hai-Fu級 - 2隻 ※ 河川砲艦

（Hai-Fu）、（Hai-Hao）
- Hai-Hung級 - 2隻 ※ 河川砲艦

（Hai-Hung）、（Hai-Ku）
- Hai-Ho級 - 2隻 ※ 河川砲艦

（Hai-Ho）、（Hai-Peng）
- 永綏（Yung-Sui） - 1隻 ※ 河川砲艦

- 咸寧（Hsien-Ning） - 1隻 ※ 河川砲艦

- 民権（Min-Chuan） - 1隻 ※ 河川砲艦

- 民生（Min-Sheng） - 1隻 ※ 河川砲艦

- Che-Ching級[1] - 2隻

（Che-Ching）、（Che-Ting）、
哨戒艇
- 海寧級 - 10隻

海寧（Hai-Ning）、江寧（Kiang-Ning）、撫寧（Wu-Ning）、綏寧（Sui-Ning）、威寧（Wei-Ning）、崇寧（Chung-Ning）、粛寧（Suh-Ning）、義寧（Yi-Ning）、正寧（Chein-Ning）、長寧（Chang-Ning）
水雷艇
- 『Schichau』型 - 2隻

張（Chang）、列（Lieh）
- 『Vulcan』型 - 2隻

辰（Chen）、宿（Su）
- 『Normand』型[9] - 4隻

湖鵬（Hu-Peng）、湖鶚（Hu-Ngo）、湖鷹（Hu-Ying）、湖隼（Hu-Chung）
- 『Schichau』型[1] - 5隻

雷中（Lei-Chung）、雷乾（Lei-Kan・初代）、雷兌（Lei-Tui）、雷離（Lei-Li）、雷乾（Lei-Kan・二代）
- 各型[1] - 4隻

雷震（Lei-Chen）、（Lei-Ken）、雷坤（Lei-Kun）、（Lei-Sun）
魚雷艇・MTB
- 旧・伊艦（MAS） - 2隻

No.1、2

### 補助艦艇

#### 補給艦艇
輸送船・運送船
- 定安（Ting-An）（←華壬←Triumpf） - 1隻
- 福安（Fu-An） - 1隻

#### 練習艦艇
練習艦
- 通済（Tung-Chi） - 1隻

#### その他
ヨット
- 聯鯨（Lien-Ching） - 1隻 ※ Admiralty Yacht